# Фаусто Де Стефані
Фаусто Де Стефані (італ. Fausto De Stefani; 11 березня 1952, Азола) — видатний італійський альпініст. Після сходження на Канченджанґу в 1998 р. став шостою людиною в світі, хто підкорив усі восьмитисячники Землі. Але його сходження на Лхоцзе в 1997 р. деякі альпіністи піддають сумніву.
Фаусто народився в с. Азола в Ломбардії. Після закінчення школи в 1970 р. він почав мандрувати, а через два роки став інструктором італійського альпіністського клубу. В 1980 р. брав участь у своїй першій експедиції до Азії, а через три роки, підкорив свій перший восьмитисячник К2, як член італійської команди. Разом з своїм другом Серджо Мартіні здійснював сходження на інші вершини. В 1994 р. брав участь у складі чеської експедиції на Еверест.) В 1998 р. підкорено Канченджанґу — останню з 14 найвищих гір планети. Після підкорення цього восьмитисячника Де Стефані став фотографом.

## Успішні сходження на восьмитисячники
- 1983 К2 (8611 м)
- 1985 Макалу (8465 м)
- 1986 Нанга Парбат (8125 м)
- 1986 Аннапурна (8091 м)
- 1987 Гашербрум II (8035 м)
- 1988 Шишабангма (8013 м)
- 1988 Чо-Ойю (8201 м)
- 1989 Дхаулагірі (8167 м)
- 1990 Манаслу (8163 м)
- 1993 Броуд-пік (8047 м)
- 1994 Гашербрум I (8068 м)
- 1996 Еверест (8848 м)
- 1997 Лхоцзе (8516 м)
- 1998 Канченджанга (8586 м)

## Інші успішні сходження
- 1979 Кенія (гора) (5199 м)
- 1981 Пік Корженевської (7105 м)
- 1984 Маккінлі (гора) (6194 м)
- 2003 Ношак (7492 м)

## Ресурси Інтернету
- Особиста сторінка Фаусто Де Стефані